# Destinace Českých aerolinií
České aerolinie (ČSA) současně neprovozují žádné lety. Poslední let pod označením OK proběhl 26. října 2024 jako OK767 na trase Paříž – Praha.
V roce 2018 ČSA létaly do přibližně 50 pravidelných a sezónních destinací v Evropě a Asii. Nejvíc destinací měla ČSA k roku 2019 v Itálii (4). Za týden v roce 2017 vypravilo ČSA kolem 600 letů.
Od 22. prosince 2023 do ukončení činnosti na konci října 2024 provozovaly ČSA lety do třech destinací, konkrétně do Paříže (CDG), do Madridu (MAD) a do Londýna (STN). Linka do Londýna byla speciální a byla aktivní jen po dobu Vánočních svátků (do 7. ledna 2024). Pravidelné spoje do Paříže (CDG) a do Madridu (MAD) jsou i nadále provozovány, ale již pod společností Smartwings.

## Seznamy

### Současné

#### Z letiště Václava Havla Praha
Nyní ČSA neprovozují žádné lety ale před zánikem provozovaly lety do níže uvedených destinací. Teď se na jejich webu dají zakoupit letenky do destinací Smartwings (Smartwings Destinace).
| Město  | Země      | IATA | ICAO | Letiště                    | Zahájení | Poznámky             |
| ------ | --------- | ---- | ---- | -------------------------- | -------- | -------------------- |
| Madrid | Španělsko | MAD  | LEMD | Letiště Adolfa Suáreze     | ?        | Provozuje Smartwings |
| Paříž  | Francie   | CDG  | LFPG | Letiště Charlese De Gaulla | ?        | Provozuje Smartwings |

### Historické
V minulosti létaly České či Československé aerolinie do mnoha destinací v Evropě, v Africe, Asii, Severní a Jižní Americe:
| Město              | Země                    | IATA | ICAO | Letiště                                        | Zahájení   | Ukončení  | Letoun                                         | Poznámky                                                                                            |
| ------------------ | ----------------------- | ---- | ---- | ---------------------------------------------- | ---------- | --------- | ---------------------------------------------- | --------------------------------------------------------------------------------------------------- |
| Aarhus             | Dánsko                  | AAR  | EKAH | Letiště Aarhus                                 | 2017       | 2018      | ATR 42                                         | |
| Abú Zábí           | Spojené arabské emiráty | AUH  | OMAA | Letiště Abú Zabí                               | 2011       | 2013      | Airbus A319                                    | |
| Al Ajn             | Spojené arabské emiráty | AAN  | OMAL | Letiště Al Ajn                                 | ?          | ?         | ?                                              | |
| Aleppo             | Sýrie                   | ALP  | OSAP | Letiště Aleppo                                 | 2000       | ?         | ?                                              | |
| Almaty             | Kazachstán              | ALA  | UAAA | Mezinárodní letiště Almaty                     | 2007       | 2014      |                                                | |
| Amsterdam          | Nizozemsko              | AMS  | EHAM | Letiště Schiphol                               | ?          |           |                                                | |
| Alžír              | Alžírsko                | ALG  | DAAG | Letiště Houariho Boumédièna                    | ?          | ?         | Iljušin Il-62                                  | |
| Ankara             | Turecko                 | ESB  | LTAC | Letiště Ankara–Esenboğa                        | 1947       | ?         |                                                | S Káhirou se jednalo o první mezikontinentální linku.                                               |
| Athény             | Řecko                   | ATH  | LGAT | Letiště Atény–Ellinikon                        | 1947       | 2001      |                                                | |
| Athény             | Řecko                   | ATH  | LGAV | Letiště Atény                                  | 2001       | 2015      |                                                | |
| Atlanta            | Spojené státy americké  | ATL  | KATL | Mezinárodní letiště Hartsfield-Jackson Atlanta | 2007       |           |                                                | |
| Bagdád             | Irák                    | BGW  | ORBI | Mezinárodní letiště Bagdád                     | ?          | ?         |                                                | |
| Bahrajn            | Bahrajn                 | BAH  | OBBI | Mezinárodní letiště Bahrajn                    | 1992       | ?         |                                                | |
| Baku               | Ázerbájdžán             | GYD  | UBBB | Letiště Hejdara Alijeva                        | 2011       | ?         |                                                | |
| Bamako             | Mali                    | BKO  | GABS | Letiště Bamako–Sénou                           | ?          | ?         |                                                | |
| Bangkok            | Thajsko                 | DMK  | VTBD | Letiště Don Mueang                             | 1988       | ?         |                                                | |
| Barcelona          | Španělsko               | BCN  | LEBL | Letiště El Prat                                | 1977       | 2022      | Airbus A330-300                                | Na linku byl sezónně nasazován Airbus A330-300                                                      |
| Bejrút             | Libanon                 | BEY  | OLBA | Letiště Rafíka Harírího                        | 1948 2016  | 2012 ?    | Airbus A319                                    | |
| Bělehrad           | Srbsko                  | BEG  | LYBE | Letiště Bělehrad                               | ?          | 2011      |                                                | |
| Benátky            | Itálie                  | VCE  | LIPZ | Letiště Marco Pola                             | 2002       |           |                                                | |
| Berlín             | Německo                 | TXL  | EDDT | Letiště Berlín–Tegel                           | 1948       | 2014      |                                                | [ 15 ]                                                                                              |
| Bilbao             | Španělsko               | BIO  | LEBB | Letiště Bilbao                                 | ?          |           |                                                | |
| Billund            | Dánsko                  | BLL  | EKBI | Letiště Billund                                | 2015       | 2015      |                                                | Linka Praha – Billund – Oslo                                                                        |
| Birmingham         | Spojené království      | BHX  | EGBB | Letiště Birmingham                             | 2015       | ?         |                                                | |
| Bol                | Chorvatsko              | BWK  | LDSB | Letiště Brač                                   | ?          | ?         |                                                | |
| Bologna            | Itálie                  | BLQ  | LIPE | Letiště Bologna                                | 1998       |           |                                                | |
| Bombaj             | Indie                   | BOM  | VABB | Letiště Čhatrapatího Šivádží                   | ?          | ?         |                                                | Součást linky vedoucí do Jakarty (r. 1966)                                                          |
| Bratislava         | Slovensko               | BTS  | LZIB | Letiště Bratislava                             | 1923       | 2019      | ATR 72-500                                     | Do roku 2019 odsud byla provozována linka ČSA do Košic.                                             |
| Brno               | Česko                   | BRQ  | LKTB | Letiště Brno–Tuřany                            | 1926       | 2011      |                                                | |
| Brusel             | Belgie                  | BRU  | EBBR | Letiště Brusel                                 | ?          | 2022      |                                                | |
| Budapešť           | Maďarsko                | BUD  | LHBP | Letiště Ference Liszta                         | 1938       |           |                                                | |
| Bukurešť           | Rumunsko                | OTP  | LROP | Letiště Henriho Coandy                         | ?          |           |                                                | |
| Casablanca         | Maroko                  | CMN  | GMMI | Letiště Mohammeda V.                           | ?          | ?         |                                                | |
| Ciudad de México   | Mexiko                  | MEX  | MMMX | Mezinárodní letiště Beníta Juáreze             | 1990       | 1990      |                                                | |
| Cork               | Irsko                   | ORK  | EICK | Letiště Cork                                   | 2003       | 2006      |                                                | |
| Cork               | Irsko                   | ORK  | EICK | Letiště Cork                                   | 2015       | 2015      | Airbus A319                                    | |
| Curych             | Švýcarsko               | ZRH  | LSZH | Letiště Zürich                                 | ?          | 2011      |                                                | |
| Dakar              | Senegal                 | DKR  | GOOY | Letiště Dakar–Yoff                             | ?          | ?         |                                                | |
| Damašek            | Sýrie                   | DAM  | OSDI | Letiště Damašek                                | ?          | 2011      |                                                | |
| Doněck             | Ukrajina                | DOK  | UKCC | Mezinárodní letiště Doněck                     | 2011       | ?         |                                                | |
| Dubaj              | Spojené arabské emiráty | DXB  | OMDB | Mezinárodní letiště Dubaj                      | ?          | 2007      | Airbus A310                                    | |
| Dublin             | Irsko                   | DUB  | EIDW | Letiště Dublin                                 | 1999       | ?         |                                                | |
| Dubrovník          | Chorvatsko              | DBV  | LDDU | Letiště Dubrovník                              | 2010       | 2011      |                                                | |
| Düsseldorf         | Německo                 | DUS  | EDDL | Letiště Düsseldorf                             | 1992       |           |                                                | |
| Edinburgh          | Spojené království      | EDI  | EGPH | Letiště Edinburgh                              | 2003       | ?         |                                                | |
| Edinburgh          | Spojené království      | EDI  | EGPH | Letiště Edinburgh                              | 2015       | 2016      |                                                | Linka Praha – Lodž – Edinburgh                                                                      |
| Frankfurt          | Německo                 | FRA  | EDDF | Letiště Frankfurt nad Mohanem                  | ?          |           |                                                | |
| Gander             | Kanada                  | YQX  | CYQX | Letiště Gander                                 | ?          | ?         |                                                | |
| Glasgow            | Spojené království      | GLA  | EGPF | Letiště Glasgow                                | 2004       | ?         |                                                | |
| Göteborg           | Švédsko                 | GOT  | ESGG | Letiště Göteborg Landvetter                    | 1999       |           |                                                | |
| Hamburk            | Německo                 | HAM  | EDDH | Letiště Hamburk                                | 1990       |           |                                                | |
| Hannover           | Německo                 | HAJ  | EDDV | Letiště Hannover                               | 1995       | ?         |                                                | |
| Hanoj              | Vietnam                 | HAN  | VVNB | Letiště Nội Bài                                | ?          | ?         |                                                | |
| Havana             | Kuba                    | HAV  | MUHA | Letiště Josého Martí                           | 1962       | ?         |                                                | První transatlantická linka ČSA.                                                                    |
| Helsinki           | Finsko                  | HEL  | EFHK | Letiště Vantaa                                 | 1948 2016  | 2012 2022 |                                                | |
| Heráklion          | Řecko                   | HER  | LGIR | Letiště Nikos Kazantzakis                      | 2008       | ?         |                                                | |
| Hévíz              | Maďarsko                | SOB  | LHSM | Letiště Hévíz–Balaton                          | 2017       | 2017      |                                                | |
| Ho Či Minovo Město | Vietnam                 | SGN  | VVTS | Letiště Tân Sơn Nhất                           | ?          | ?         |                                                | |
| Chania             | Řecko                   | CHQ  | LGSA | Mezinárodní letiště Chania                     | 1998       | 2006      |                                                | |
| Chicago            | Spojené státy americké  | ORD  | KORD | Mezinárodní letiště O'Hare                     | 1992       | ?         |                                                | |
| Isla de Margarita  | Venezuela               | PMV  | SVMG | Santiago Mariño International Airport          | ?          | ?         |                                                | |
| Istanbul           | Turecko                 | IST  | LTBA | Atatürkovo letiště                             | 1947       | 2010      |                                                | |
| Jakarta            | Indonésie               | JKT  | WIID | Letiště Kemayoran                              | 1960       | ?         |                                                | |
| Jekatěrinburg      | Rusko                   | SVX  | USSS | Letiště Koltsovo                               | 2004       | 2019      | Airbus A319                                    | |
| Karlovy Vary       | Česko                   | KLV  | LKKV | Letiště Karlovy Vary                           | ? 2003     | 1989 2003 | Iljušin Il-14 Let L-410 Jak 40, Boeing 737-500 | Linka Praha – Karlovy Vary trvala 15 až 25 minut.                                                   |
| Káhira             | Egypt                   | CAI  | HECA | Mezinárodní letiště Káhira                     | 1947       | 2011      | Tu-154 ?                                       | S Ankarou se jednalo o první mezikontinentální linku.                                               |
| Kaliningrad        | Rusko                   | KDG  | UMKK | Letiště Chrabrovo                              | 2015       | ?         |                                                | |
| Kazaň              | Rusko                   | KZN  | UWKD | Letiště Kazaň                                  | 2015       | 2019      |                                                | |
| Keflavík           | Island                  | KEF  | BIKF | Letiště Keflavík                               | 2017       |           |                                                | |
| Kodaň              | Dánsko                  | CPH  | EKCH | Letiště Kodaň                                  | 19462021   | ? 2022    | Airbus A319                                    | Linku jako první létal stroj DC-3                                                                   |
| Kolín/Bonn         | Německo                 | CGN  | EDDK | Letiště Kolín/Bonn                             | 2002       | 2010      |                                                | |
| Kolombo            | Srí Lanka               | CMB  | VCBI | Letiště Bandaranaike                           | ?          | ?         |                                                | |
| Konakry            | Guinea                  | CKY  | GUCY | Letiště Conakry                                | ?          | ?         |                                                | |
| Košice             | Slovensko               | KSC  | LZKZ | Letiště Košice                                 | 1924       | 2019      |                                                | |
| Krakov             | Polsko                  | KRK  | EPKK | Letiště Krakov                                 | 2004       | ?         |                                                | |
| Kristiansand       | Norsko                  | KRS  | ENCN | Letiště Kristiansand                           | 2015       | 2015      |                                                | Linka Praha – Stavander – Kristiansand                                                              |
| Kunovice           | Česko                   | UHE  | LKKU | Letiště Kunovice                               | ?          | 1981      | Jakovlev 40                                    | |
| Kuvajt             | Kuvajt                  | KWI  | OKBK | Letiště Kuvajt                                 | ?          | ?         |                                                | |
| Kyjev              | Ukrajina                | KBP  | UKBB | Letiště Boryspil                               | 1936       | 2022      |                                                | |
| Larnaka            | Kypr                    | LCA  | LCLK | Letiště Larnaka                                | 2011       | 2011      |                                                | Linka Bratislava – Larnaka                                                                          |
| Linköping          | Švédsko                 | LPI  | ESSL | Letiště Linköping                              | 2015       | 2018      |                                                | |
| Liverpool          | Spojené království      | LPL  | EGGP | Letiště Johna Lennona                          | 2015       | 2016      |                                                | |
| Lisabon            | Portugalsko             | LIS  | LPPT | Letiště Portela                                | 2017       | 2019      |                                                | |
| Lodž               | Polsko                  | LCJ  | EPLL | Letiště Lodž                                   | 2015       | 2016      |                                                | Linka Praha – Lodž – Edinburgh                                                                      |
| Londýn             | Spojené království      | LGW  | EGKK | Letiště London Gatwick                         | 2004       | 2010      |                                                | |
| Londýn             | Spojené království      | LHR  | EGLL | Letiště London Heathrow                        | ?          | 2022      |                                                | [ 49 ]                                                                                              |
| Londýn             | Spojené království      | STN  | EGSS | Letiště London Stansted                        |            |           |                                                | [ 49 ]                                                                                              |
| Lublaň             | Slovinsko               | LJU  | LJLJ | Letiště Lublaň                                 | 2001       | 2012      |                                                | |
| Lucemburk          | Lucembursko             | LUX  | ELLX | Letiště Lucemburk                              | 2004       | 2006      |                                                | |
| Lvov               | Ukrajina                | LWO  | UKLL | Mezinárodní letiště Lvov                       | 1992 2011  | ? ?       |                                                | |
| Male               | Maledivy                | MLE  | VRMM | Mezinárodní letiště Male                       | ? 2011     | 2007 2012 | Airbus A310                                    | |
| Malmö              | Švédsko                 | MMX  | ESMS | Letiště Malmö                                  | 2017       | 2017      | ATR 42                                         | Frekvence 4× týdně, zrušení kvůli malému zájmu. Místo ní byly přidány frekvence na linku do Kodaně. |
| Malta              | Malta                   | MLA  | LMML | Letiště Malta                                  | ?          | 2022      |                                                | Provozována sezónně.                                                                                |
| Manáma             | Bahrajn                 | BAH  | OBBI | Letiště Bahrajn                                | 1992       | ?         |                                                | Součást linky vedoucí do Jakarty (r. 1966)                                                          |
| Manila             | Filipíny                | MNL  | RPLL | Mezinárodní letiště Manila                     | ?          | ?         |                                                | |
| Manchester         | Spojené království      | MAN  | EGCC | Letiště Manchester                             | 1992       | 2010      |                                                | |
| Mariánské lázně    | Česko                   | MKA  | LKMR | Letiště Skláře                                 | 1927       | ?         |                                                | |
| Marseille          | Francie                 | MRS  | LFML | Letiště Marseille                              | 2004       | ?         |                                                | |
| Milán              | Itálie                  | MXP  | LIMC | Letiště Malpensa                               | ?          |           |                                                | |
| Minsk              | Bělorusko               | MSQ  | UMMS | Mezinárodní letiště Minsk                      | ?          | 2013      |                                                | |
| Mnichov            | Německo                 | MUC  | EDDM | Letiště Mnichov                                | ? 2013     | 2008 2013 |                                                | |
| Montréal           | Kanada                  | YUL  | CYUL | Mezinárodní letiště Pierra Elliotta Trudeau    | 1970       | 2007      |                                                | |
| Moskva             | Rusko                   | SVO  | UUEE | Letiště Šeremeťjevo                            | 1936       | 2022      |                                                | |
| Newark             | Spojené státy americké  | EWR  | KEWR | Newark Liberty International Airport           | 2003       | 2005      | Airbus A310                                    | |
| New York           | Spojené státy americké  | JFK  | KJFK | Letiště JFK                                    | 1970       | 2009      | Iljušin Il-62 Airbus A310                      | |
| Nice               | Francie                 | NCE  | LFMN | Letiště Nice                                   | 1998       |           |                                                | |
| Nižnij Novgorod    | Rusko                   | GOJ  | UWGG | Letiště Nižnij Novgorod                        | 2012       | 2014      |                                                | |
| Novosibirsk        | Rusko                   | OVB  | UNNT | Letiště Novosibirsk–Tolmačovo                  | 2009       | 2009      |                                                | ČSA nedostaly na další lety povolení.                                                               |
| Oděsa              | Ukrajina                | ODS  | UKOO | Mezinárodní letiště Oděsa                      | 2016       |           |                                                | |
| Oslo               | Norsko                  | OSL  | ENGM | Letiště Oslo                                   | 1998 2015  | 2015      | ? Airbus A319 ATR 42                           | – Linka Praha – Billund – Oslo –                                                                    |
| Ostrava            | Česko                   | OSR  | LKMT | Letiště Leoše Janáčka                          | ?          | 2019      | ATR 42                                         | |
| Paříž              | Francie                 | ORY  | LFPO | Letiště Paříž–Orly                             | ?          | ?         |                                                | |
| Perm               | Rusko                   | PEE  | USPP | Mezinárodní letiště Perm                       | 2013       | 2014      |                                                | |
| Petrohrad          | Rusko                   | LED  | ULLI | Letiště Pulkovo                                | 1968       | 2019      |                                                | |
| Phnompenh          | Kambodža                | PNH  | VDPP | Letiště Phnompenh                              | ?          | ?         |                                                | Součást linky vedoucí do Jakarty (r. 1966)                                                          |
| Pisa               | Itálie                  | PSA  | LIRP | Letiště Pisa                                   | ?          | 2018      |                                                | |
| Podgorica          | Černá Hora              | TGD  | LYPG | Letiště Podgorica-Golubovci                    | ?          | ?         |                                                | |
| Porto              | Portugalsko             | OPO  | LPPR | Letiště Francisca de Sá Carneiro               | ?          | 2019      |                                                | |
| Praha              | Česko                   | –    | LKKB | Letiště Praha-Kbely                            | 1923       | 1937      | –                                              | ČSA zde měly základnu do postavení letiště Ruzyně                                                   |
| Poprad             | Slovensko               | TAT  | LZTT | Letiště Poprad                                 | ?          | 2012      |                                                | |
| Rabat/Salé         | Maroko                  | RDO  | EPRA | Letiště Rabat–Salé                             | ?          | ?         |                                                | |
| Radom              | Polsko                  | RBA  | GMME | Letiště Radom                                  | 2015       | 2015      |                                                | |
| Rangún             | Myanmar (Barma)         | RGN  | VYYY | Letiště Rangún                                 | ?          | ?         |                                                | Součást linky vedoucí do Jakarty (r. 1966)                                                          |
| Riga               | Lotyšsko                | RIX  | EVRA | Letiště Riga                                   | 1992       | ?         |                                                | |
| Rijád              | Saúdská Arábie          | RUH  | OERK | Letiště Krále Chálida                          | 2015       | 2018      |                                                | |
| Rostov na Donu     | Rusko                   | ROV  | URRR | Letiště Rostov na Donu                         | ?          | 2018      |                                                | |
| Řešov              | Polsko                  | RZE  | EPRZ | Letiště Řešov–Jasionka                         | 2015       | 2016      |                                                | |
| Řím                | Itálie                  | FCO  | LIRF | Letiště Fiumicino                              | 1947       | 2022      |                                                | |
| Samara             | Rusko                   | KUF  | UWWW | Letiště Kurumoch                               | 2004       | 2019      |                                                | |
| San Andrés         | Kolumbie                | ADZ  | SKSP | Letiště San Andrés                             | ?          | ?         |                                                | |
| Skopje             | Severní Makedonie       | SKP  | LWSK | Letiště Skopje                                 | 2016       | 2018      |                                                | |
| Sliač              | Slovensko               | SLD  | LZSL | Letiště Sliač                                  | 2003       | 2007      | ATR 42                                         | |
| Sofie              | Bulharsko               | SOF  | LBSF | Letiště Sofie                                  | 1948       | 2012      |                                                | |
| Soluň              | Řecko                   | SKG  | LGTS | Letiště Soluň                                  | 2001       | ?         |                                                | |
| Soul               | Jižní Korea             | ICN  | RKSI | Letiště Inčchon                                | 2013       | 2020      | A330-300                                       | |
| Split              | Chorvatsko              | SPU  | LDSP | Letiště Split                                  | ?          | 2011      | ? ATR 72                                       | Bývalá pravidelná sezónní linka z Prahy Charter z Ostravy v roce 2015                               |
| Stavanger          | Norsko                  | SVG  | ENZV | Letiště Stavanger                              | 2015       | 2015      |                                                | Linka Praha – Stavander – Kristiansand                                                              |
| Stockholm          | Švédsko                 | ARN  | ESSA | Letiště Arlanda                                | ?          | 2022      |                                                | |
| Stuttgart          | Německo                 | STR  | EDDS | Letiště Stuttgart                              | 1995       | 2015      |                                                | |
| Štrasburk          | Francie                 | SXB  | LFST | Letiště Štrasburk                              | 2008       | 2019      | ATR 42                                         | Linka fungovala třikrát týdne, částečně ji dotovala Francie.                                        |
| Tallinn            | Estonsko                | TLL  | EETN | Letiště Tallinn                                | 2003       | ?         |                                                | |
| Taškent            | Uzbekistán              | TAS  | UTTT | Letiště Taškent                                | ?          | 2014      |                                                | |
| Tbilisi            | Gruzie                  | TBS  | UGTB | Letiště Tbilisi                                | 2007       | 2014      |                                                | |
| Tel Aviv           | Izrael                  | TLV  | LLBG | Ben Gurionovo letiště                          | 1991       | 2011      |                                                | |
| Tirana             | Albánie                 | TIA  | LATI | Letiště Tirana                                 | 2012       | ?         |                                                | |
| Toronto            | Kanada                  | YYZ  | CYYZ | Pearsonovo letiště Toronto                     | 1992       | 2009      |                                                | |
| Turín              | Itálie                  | TRN  | LIMF | Letiště Turín                                  | ?          | ?         |                                                | |
| Ufa                | Rusko                   | UFA  | UWUU | Letiště Ufa                                    | 2012       | 2018      |                                                | |
| Užhorod            | Ukrajina                | UDJ  | UKLU | Letiště Užhorod                                | 1929       | ?         |                                                | |
| Varšava            | Polsko                  | WAW  | EPWA | Letiště Frédérica Chopina                      | ?          |           |                                                | |
| Växjö              | Švédsko                 | VXO  | ESMX | Letiště Växjö Småland                          | 2015       | 2018      |                                                | |
| Verona             | Itálie                  | VRN  | LIPX | Letiště Verona–Villafranca                     | 2017       | 2017      |                                                | |
| Vídeň              | Rakousko                | VIE  | LOWW | Letiště Vídeň                                  | 1992       | 2008      |                                                | |
| Vilnius            | Litva                   | VNO  | EYVI | Letiště Vilnius                                | 2001       | ?         |                                                | |
| Záhřeb             | Chorvatsko              | ZAG  | LDZA | Letiště Franjo Tuďmana                         | 1930, 2016 | ? ?       |                                                | První zahraniční linka ČSA                                                                          |
| Ženeva             | Švýcarsko               | GVA  | LSGG | Letiště Ženeva                                 | 2012       | 2014      | Airbus A319                                    | |
| Žilina             | Slovensko               | ILZ  | LZZI | Letiště Žilina                                 | 2005       | 2012      | ATR 42                                         | |

## Odkazy

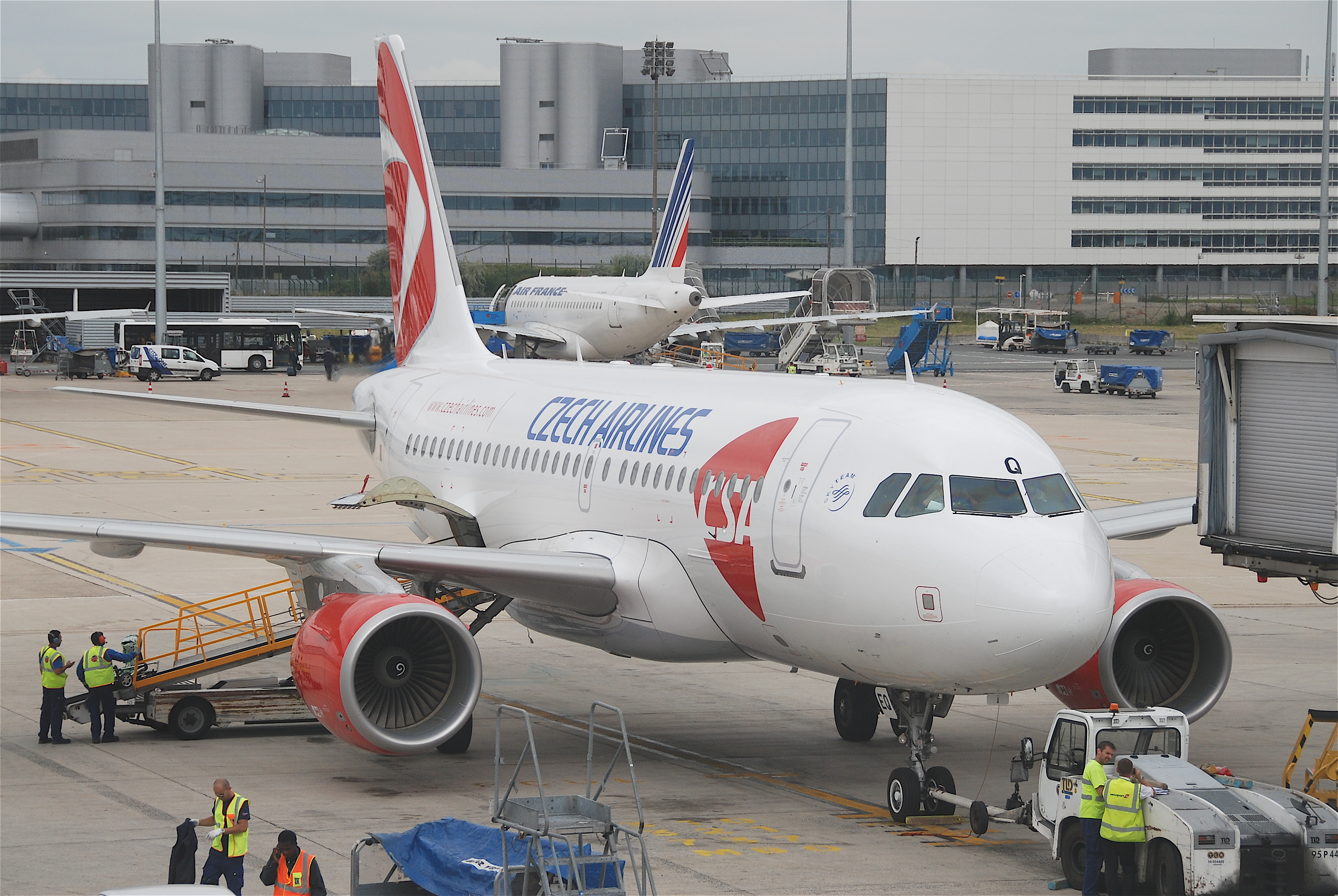
Airbus A319-100 Českých aerolinií na Letišti Charlese De Gaulla v Paříži

#### Nezahájené linky
| Město    | Země       | IATA | ICAO | Letiště          | Plánované zahájení | Poznámky |
| -------- | ---------- | ---- | ---- | ---------------- | ------------------ | --- |
| Astana   | Kazachstán | TSE  | UACC | Letiště Astana   | 2010               | Linku z Prahy se nepodařilo zahájit kvůli konkurenční společnosti Air Astana, která lety do kazašské metropole Českým aeroliniím neschválila.                            |
| Bordeaux | Francie    | BOD  | LFBD | Letiště Bordeaux | 2015               | Na této lince z Prahy chvíli před ČSA zahájila provoz nízkonákladová společnost Volotea, ČSA tak stáhly tuto destinaci z rezervačních systémů. Měla být létána 2× týdně. |
| Gdaňsk   | Polsko     | GDN  | EPGD | Letiště Gdaňsk   | 2015               | Mělo se jednat o linku Praha – Poznaň – Gdaňsk a zpět, 4× týdně |
| Charkov  | Ukrajina   | HRK  | UKHH | Letiště Charkov  | 2011               | Linka z Prahy byla zrušena již před zahájením kvůli minimálnímu počtu zájemců.                                                                                           |
| Poznaň   | Polsko     | POZ  | EPPO | Letiště Poznaň   | 2015               | Mělo se jednat o linku Praha – Poznaň – Gdaňsk a zpět, 4× týdně |